# Xylocopa balteata
Xylocopa balteata är en biart som beskrevs av Maa 1943. Xylocopa balteata ingår i släktet snickarbin, och familjen långtungebin. Inga underarter finns listade i Catalogue of Life.